# Tập đoàn quân số 2 (Liên bang Nga)
Tập đoàn quân binh chủng hợp thành Cận vệ số 2, Huân chương Cờ Đỏ (tiếng Nga: 2-я гвардейская общевойсковая Краснознаменная армия) là một đơn vị quân sự của Lục quân Liên bang Nga, thuộc biên chế của Quân khu Trung tâm. Đơn vị được thành lập ngày 1 tháng 9 năm 2021, nhưng được kế thừa lịch sử và quân công của Tập đoàn quân Xe tăng số 2 của Hồng quân Liên Xô. Bộ tư lệnh tập đoàn quân đóng ở Samara.
Tháng 8 năm 2014, Lữ đoàn 15 thuộc Tập đoàn quân 2 đã tham chiến ở Donbas. Tháng 2 năm 2022, Tập đoàn quân 2 bắt đầu tham chiến tích cực ở Ukraina trong thành phần của nhóm quân Tsentr (nòng cốt là các đơn vị của Quân khu Trung tâm). Đơn vị đã tham gia các trận: Sumi từ tháng 2 đến tháng 4/2022, Izium tháng 4-2022, Donetsk, Avdiivka
Thành phần của tập đoàn quân này bao gồm một sư đoàn và một số lữ đoàn, trung đoàn độc lập. Cụ thể:
- Sư đoàn bộ binh ô tô Cận vệ 27 Huân chương Cờ Đỏ (gồm 3 trung đoàn bộ binh 433, 506, 589, trung đoàn pháo tự hành 268, các đơn vị chống tăng, phòng không, trinh sát, UAV, thông tin, tác chiến điện tử, công binh, hậu cần...)
- Lữ đoàn bộ binh ô tô Cận vệ độc lập 15
- Lữ đoàn bộ binh ô tô Cận vệ độc lập 30
- Lữ đoàn pháo binh 385
- Lữ đoàn pháo phản lực 92
- Lữ đoàn tên lửa phòng không 297
- Lữ đoàn dự bị của bộ tư lệnh số 91
- Trung đoàn phòng sinh - hóa - hạt nhân số 2
- Trung đoàn công binh số 3
- Trung đoàn tác chiến điện tử số 53

Tư lệnh:
- 2022-2024: Thiếu tướng Vyacheslav Nikolaevich Gurov
- 2024 - nay: Trung tướng Ramil Rakhmatulloevich Ibatullin